# Stade Haras El-Hedood
Le Stade Haras El-Hedood (en arabe : ستاد حرس الحدود) ou stade El Max (en arabe : ستاد المكس) est un stade de football situé à Alexandrie en Égypte.
Construit par l'armée égyptienne et inauguré en 2003, l'enceinte de 22 000 spectateurs accueille les matchs du Haras El-Hedood Club et du El Raja Marsa Matruh. Il fait partie des stades accueillant les matchs de la Coupe d'Afrique des nations 2006.